# 林华宝
林华宝（1931年5月29日—2003年1月1日），福建莆田人，中国工程院院士，空间返回技术专家，中国返回式系列卫星首席专家。

## 生平
1956年，毕业于前苏联列宁格勒建筑工程学院。
1997年，当选为中国工程院院士。